# 星尘号

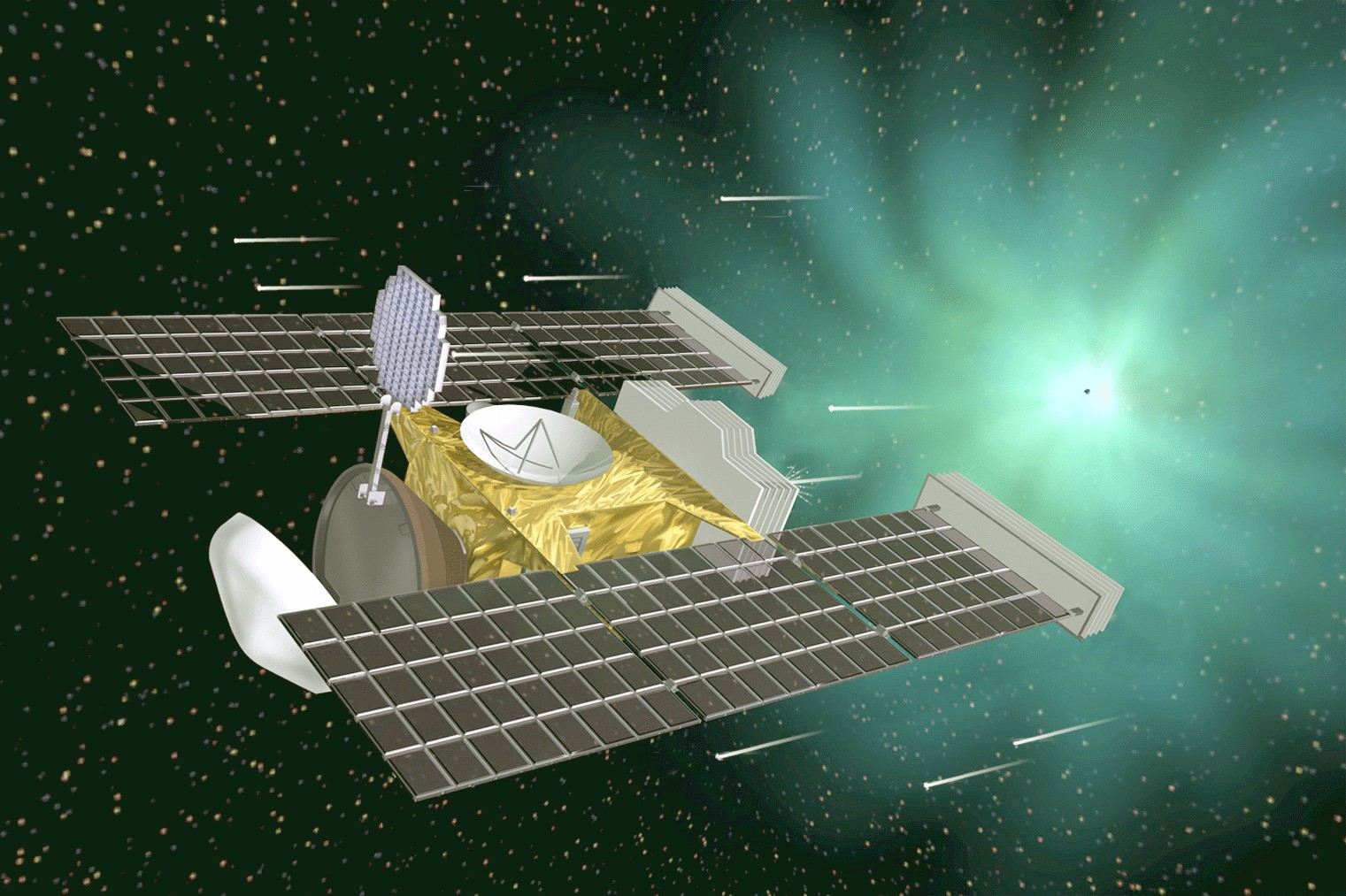
一位艺术家所绘制的星尘号图片（NASA下轄噴氣推進實驗室提供）。

星尘号（英語：Stardust）是美国发射的行星际宇宙飞船，主要目的是探测维尔特二号彗星。首次完成从彗星采样返回任务，采集的样本质量约1毫克。
1999年2月7日由NASA发射升空。返回舱于2006年1月15日在美国犹他州着陆。主探测器于2011年2月15日飞掠坦普尔一号彗星，3月24日停止工作。

## 任务简介
星尘号于1999年2月7日在卡角发射升空。

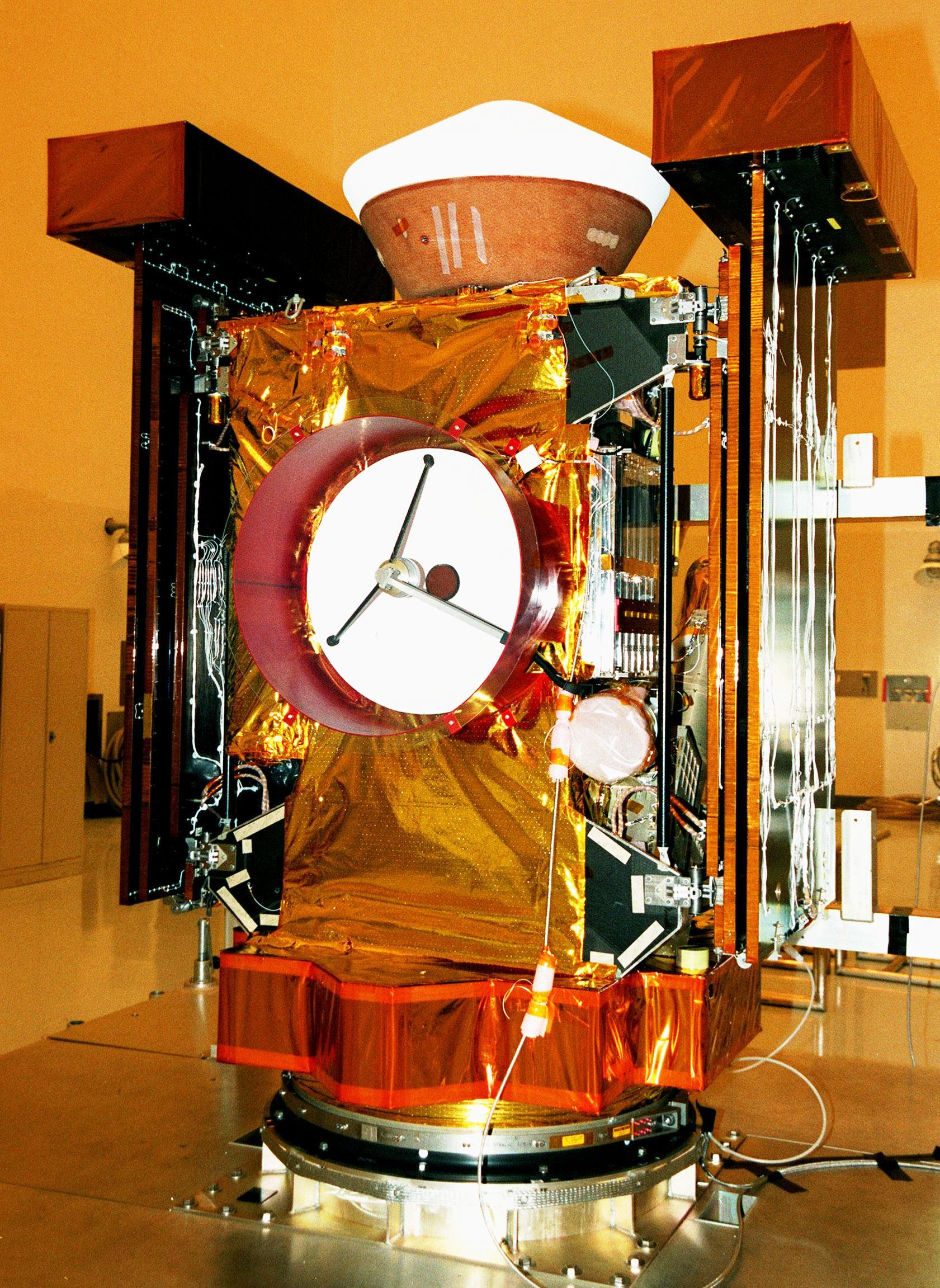
准备發射起飞前的星尘號，頂部處即為返回艙。在拍這張照片時，星塵號正為其伺服器進行安裝、太陽能電池板進行測試，以及為航天器的測試儀器做了整體功能的測試。

2000年3月－5月和2002年7月－12月，部分气凝胶收集器进行星际尘埃采集。
2002年11月2日它从约3100千米处飞掠小行星5535，并拍摄图片。
2004年1月2日飞越维尔特二号彗星。飞越彗星时从彗髮收集到彗星尘埃样品，拍摄了详细的冰质彗核图片。
2006年1月15日约凌晨5:10 EST（10:10 UTC），星尘号返回舱在犹他州大盐湖沙漠着陆，着陆的确切地点位于北纬40°21.9'，西经113°31.25'。返回艙的速度达到12.9 km/s（28,860 英里／小时）是进入大气层最快的人造宇宙飞行器。
2011年2月15日，飞抵坦普尔一号彗星进行考察，该彗星成为首颗人类重复造访的彗星。
2011年3月24日，主探测器耗尽燃料，关闭发射器。

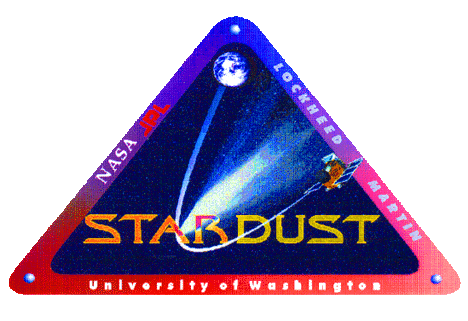
星塵號的任務標誌
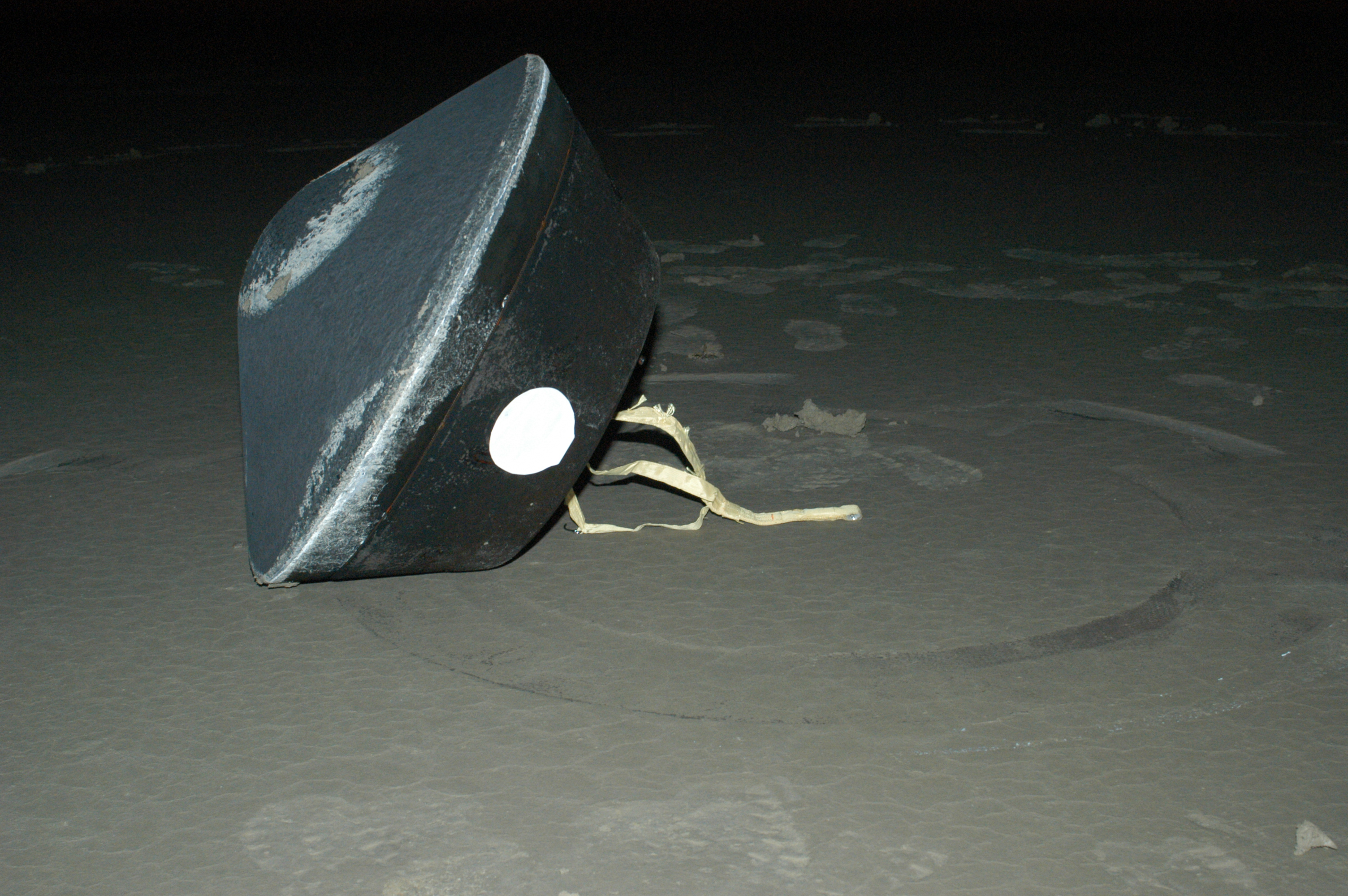
星塵號返回艙在美國空軍猶他測試訓練區軟著陸成功，返回艙內攜帶著彗星和塵埃樣品，攝於當地時間2006年1月15日3時10分。
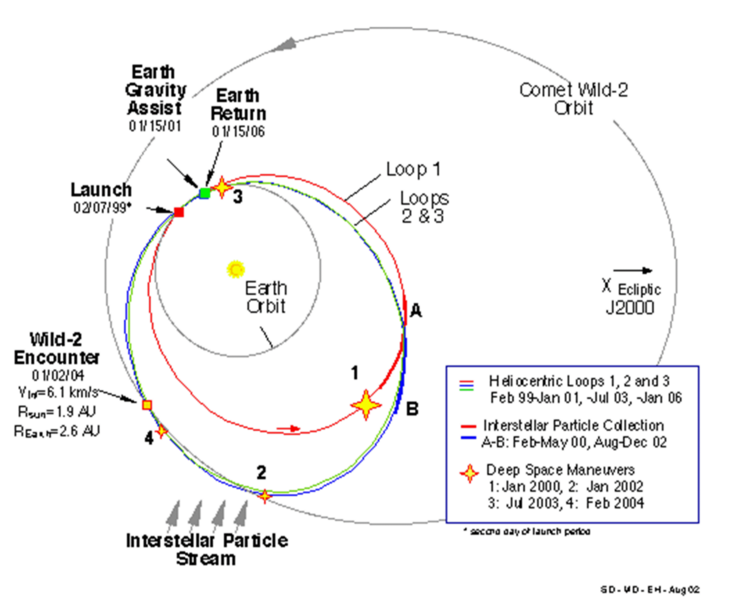
星塵號經過的路徑，由NASA所提供。
- 星塵號返回艙進入大氣層的著陸畫面，由NASA的飛機於2006年1月15日凌晨時分拍攝而成。

## 飞船
这次使用的飞船由洛克希德·马丁宇航公司设计制造。这个轻量级飞船整合了不少组件。他们即使当前空间探索使用的也用于未来的太空探索任务。
包括深度空间操纵使用的推进剂，飞船总重量380公斤。主运载仓高度1.7米，大约与普通办公桌大小相当。
星尘软件系统叫VxWorks，是一种嵌入式操作系统，由风河系统（Wind River Systems）开发。

## 科学仪器净载

### 气凝胶样品采集器

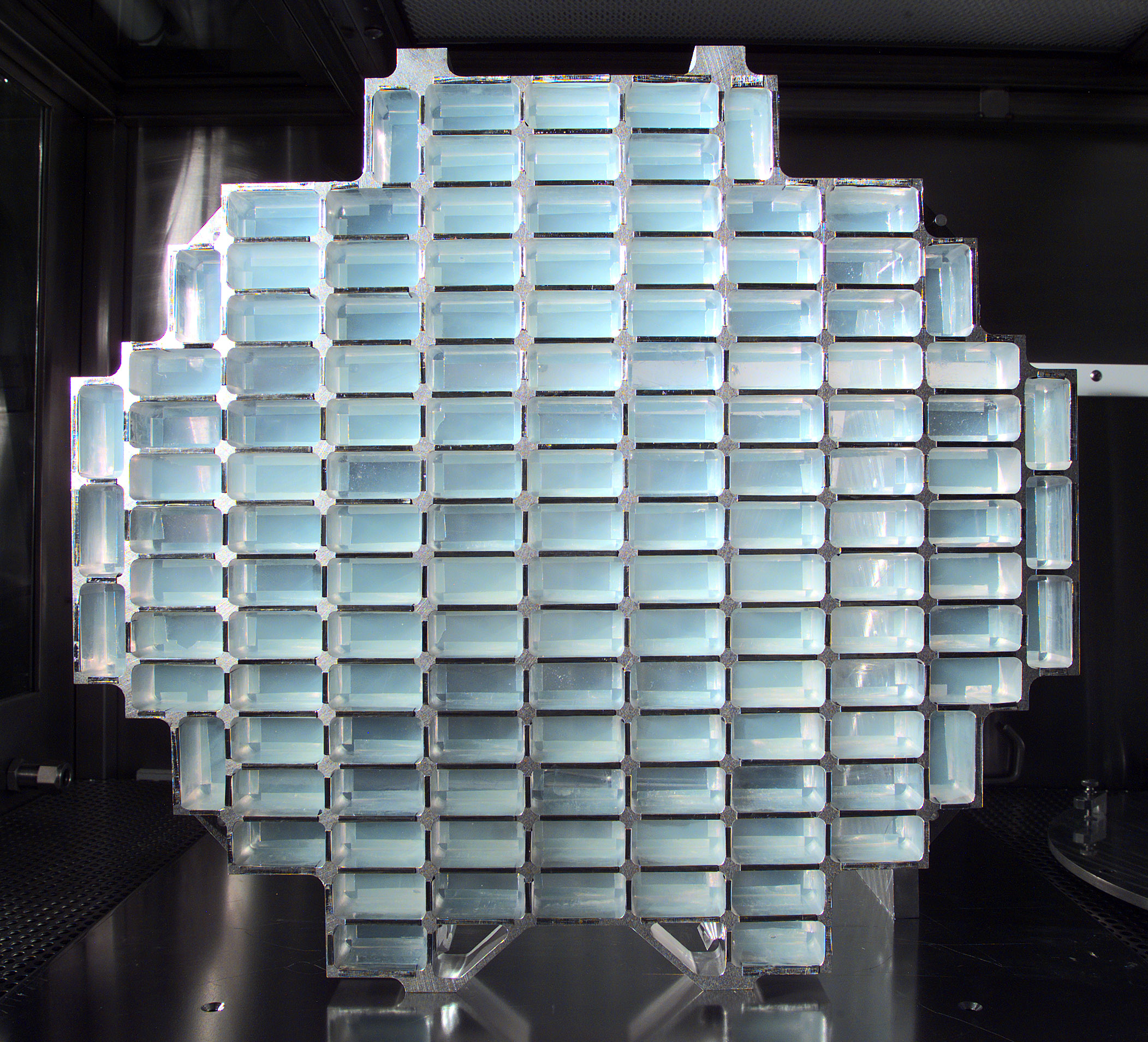
带有气凝胶块的尘埃收集器（由NASA提供）。

彗星河星际尘埃由超低密度气凝胶收集。超过1,000平方厘米的采集面积可收集各种粒子类型（彗星尘埃和星际尘埃）。
当飞船穿过彗星时，被捕获的粒子冲击速度为6100米/秒，大于步枪子弹发射速度的9倍。尽管捕获的粒子比一粒沙还小，但是高速捕获还是可能改变他们的外形和化学结构或者完全被汽化。

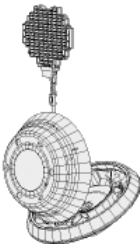
星尘太空舱和它展开的气凝胶收集器示意圖。

为了收集时不破坏它们，采集器使用了硅基固体材料，它有海绵那样的多孔结构，99.8％的空间被真空填充，如果这种材料被空气填充，它几乎能在空气中漂浮。气凝胶密度只有玻璃的千分之一。当颗粒撞上气凝胶，它就被埋在材料里面，画出比自己长200倍的胡萝卜形的轨迹，在此期间减速停止就像飞机跑道上滑行制动减速一样。因为气凝胶几乎透明，又是也被叫做“蓝烟”，科学家将利用这些轨迹寻找微小的颗粒。
气溶胶保存在样品返回舱（Sample Return Capsule (SRC)），在返回大气层时由主船体释放，使用降落伞减速降落，剩余部分将重新点火，进入绕太阳轨道。
星尘号与起源号使用相同的降落伞设计，2004年起源号太阳系探测器，因为设计错误没有打开降速伞而坠毁。星尘号着陆平稳，返回舱完好无损，估计时间误差在一分钟以内。

### 彗星和星际尘埃分析器(CIDA)

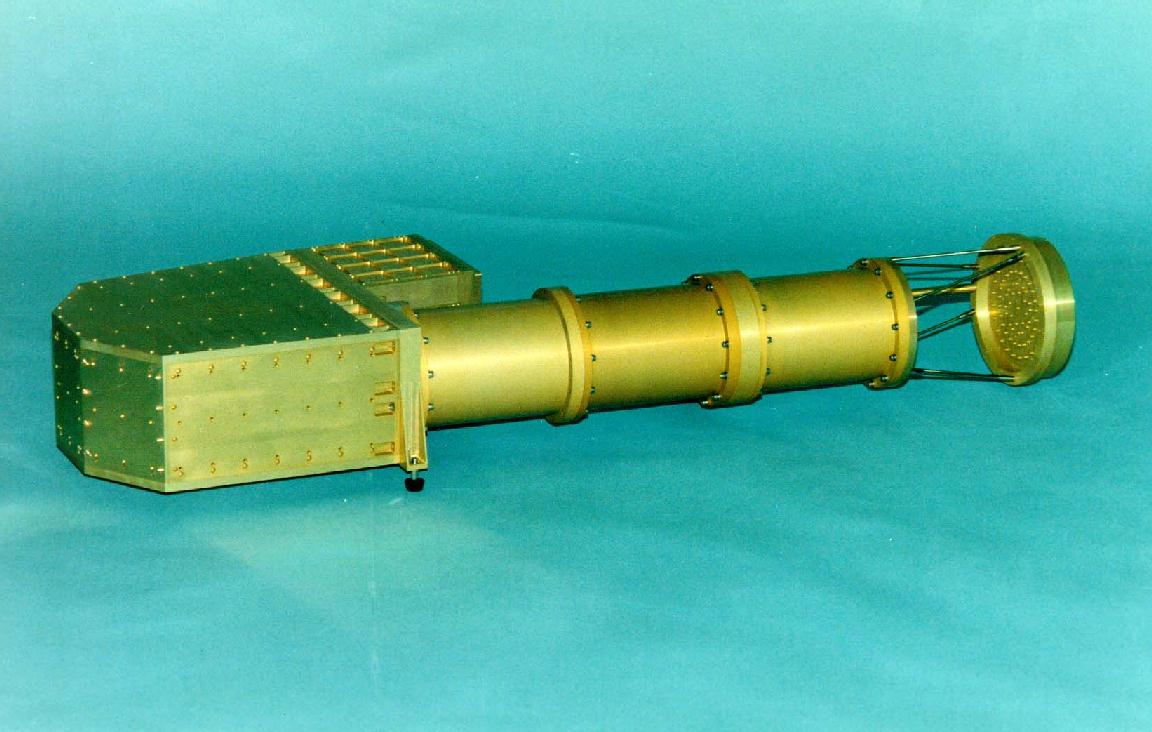
彗星和星际尘埃分析器（CIDA）。

CIDA仪是一个time-of-flight质譜仪，可以测定与银碰撞板相遇的单个尘埃颗粒的成分。
星尘上的彗星和星际尘埃分析器（CIDA）的作用是，当尘埃遇到星尘探测器时，截取和实时完成尘埃的成分分析。
CIDA根据比较飞行时间的差异分离离子的質量。装置的工作原理如下：当尘埃颗粒碰撞上靶点，离子通过电场被提取出来。 通过靶点的极性，正负离子很容易被分开。被分离的离子穿过装置，被反射到反射器，探测器就安装在这里。重离子需要更多时间穿越这个装置，因此通过离子飞行时间可以计算出离子质量。
这个CIDA和安装在Giotto和2个在哈雷彗星尘埃颗粒发现其化学成分独特的数据的织女星计划探测飞船是相同的装置。它由入口，靶点，提取器，飞行之间質譜儀（TOF mass spectrometer）和离子检测器组成。
负责CIDA的合作研究者，德国慕尼黑马克斯·普朗克学院宇宙物理学研究所的Jochen Kissel研制了此装置。电子硬件设计由德国施韦青根的von Hoerner & Sulger 有限公司完成。CIDA的软件由芬兰气象研究所开发。

### 导航相机(NavCam)

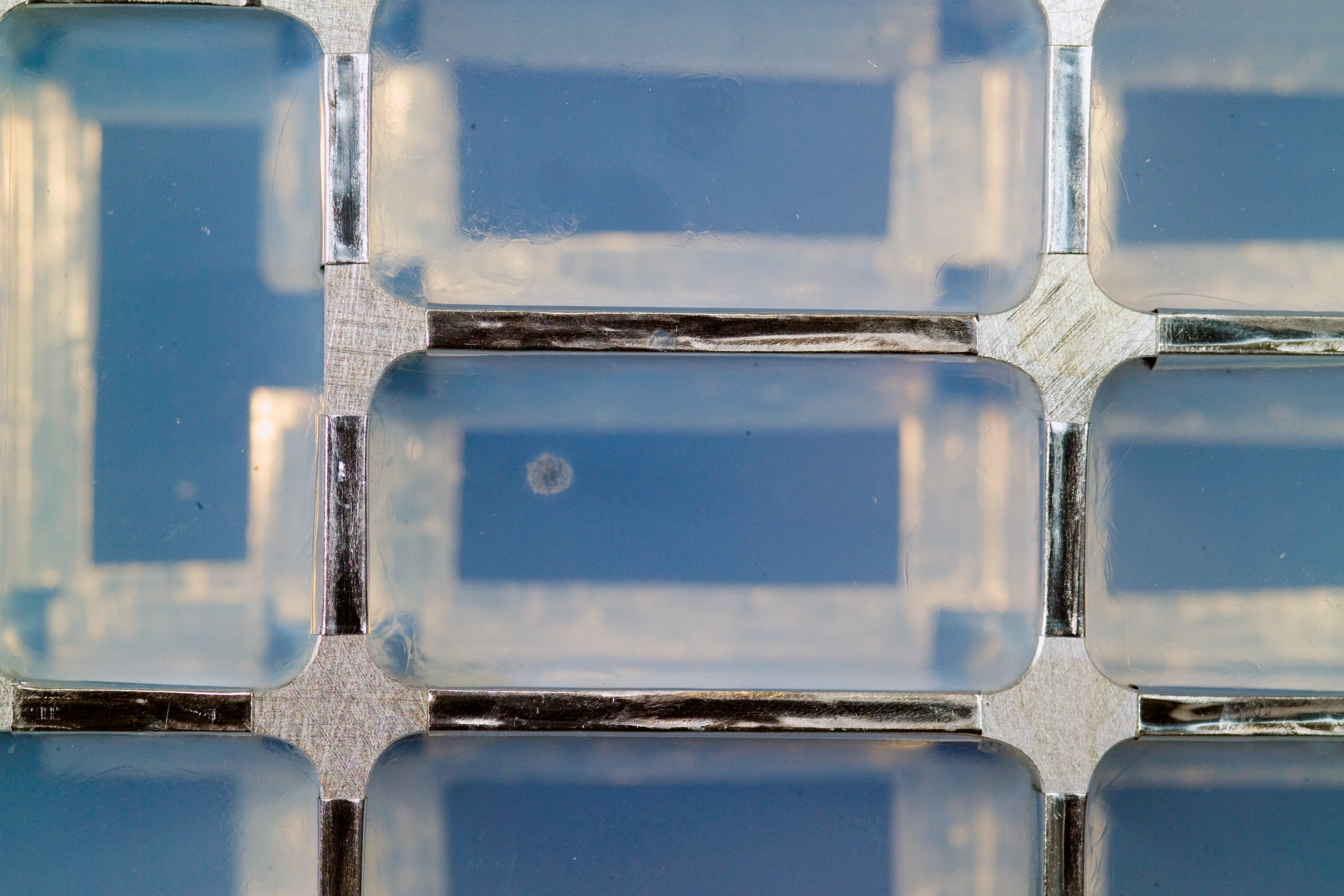
气凝胶样品采集器所黏著上的塵埃。

导航相机主要用于在飞越彗星时定位彗核，当然也能够拍摄彗星的高解析度图片。
导航相机（NC），是一个机械子系统，用于光学指导飞船接近彗星。 这样飞船就能以适当的距离穿越彗星并能足够的接近慧核，确保收集足够的尘埃。相机也具有普通相机功能蒐集科学数据。这些数据包括接近和远离彗核的时不同角度拍摄的广角高解析度彩色图片。这些图片用于构建彗核的3D立体地图，以更好的理解他的起源，地貌，有利于研究彗核矿物多样性分布，还能提供核旋转状态的信息。 在接近和远离气体尘埃慧尾时，相机通过不同的滤镜拍摄图片。这些图片将提供关于气体成分，气体和尘埃动态和气象信息（如果存在的话）。

### 尘埃罩和监控器

#### 惠普尔罩
惠普尔罩用于保护飞船在彗发里高速运动时免于遭受颗粒碰撞，缓冲罩是一个能阻止颗粒撞上的复合面板。
接下来，陶瓷布毯进一步消散和散布颗粒碎片。三个覆盖层保护主船体，另外2个用来保护太阳能电池板。复合捕获器吸收所有粒度直径小于1厘米的颗粒，保护主船体安全。

#### 尘埃通量检测器(DFM)
The DFM装置安装在Whipple shield前端，监测环境中微粒的通量和大小的分布。
这一设备由芝加哥大学的Tony Tuzzalino负责研制，DFMI是一个高灵敏度装置用于探测只有几微米的微粒。它基于非常特别的极化塑料（PVDF），当被高速微粒碰撞或穿透时能产生电子脉冲。
尘埃通量检测设备（The Dust Flux Monitor Instrument (DFMI)）由传感单元（Sensor Unit (SU)），电子箱（Electronics Box (EB)），和安装在星尘飞船上的声敏元件组成。SU被安装在惠普尔罩，EB则装在飞船外壳内部。